# 高高度偵察

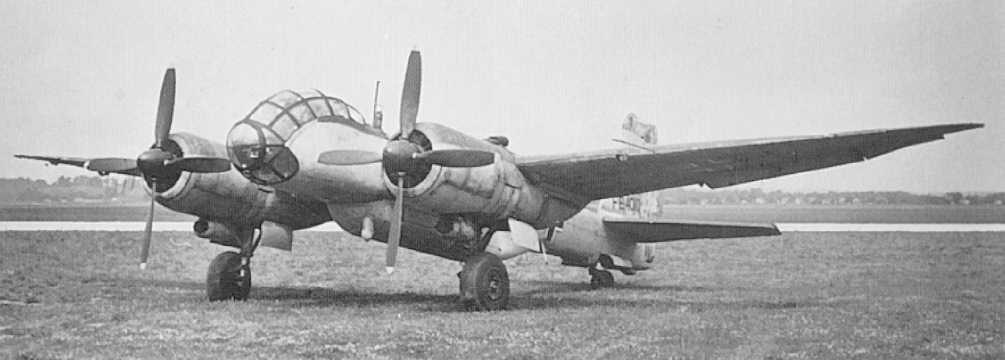
世界初の実質的な高高度偵察機Ju388L-1

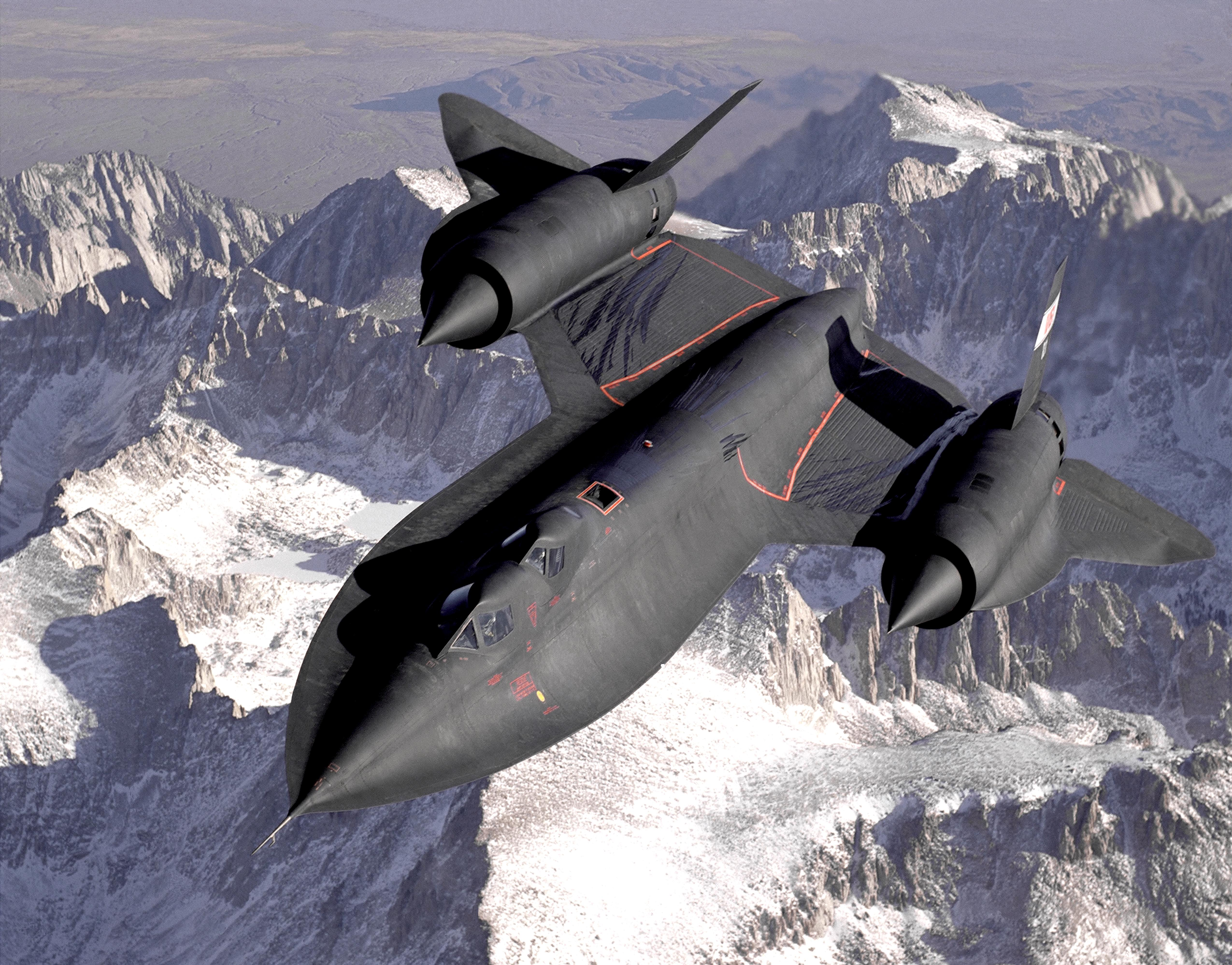
アメリカ軍の高高度戦略偵察機SR-71 最高速度はマッハ3

高高度偵察（こうこうどていさつ）は、航空機を用いた偵察を高高度で実施する一種の戦略である。

## 歴史
高高度偵察の始まりとしては、いかに安全に偵察できるかである。そのため、根本的に考えて要撃戦闘機の射程外を飛ぶことで撃墜を免れたが、地対空ミサイルの技術発達により次第に撃墜されていくようになった。